# Melvin Stewart
 Melvin "Mel" Stewart , född 16 november 1968 i Gastonia i North Carolina, är en amerikansk före detta simmare.
Stewart blev olympisk guldmedaljör på 200 meter fjäril vid sommarspelen 1992 i Barcelona.